# Мятлево (Калузька область)
Мятлево (рос. Мятлево) — селище в Ізносковському районі Калузької області Російської Федерації.
Населення становить 1627 осіб. Входить до складу муніципального утворення Селище Мятлево.

## Історія
Від 2004 року входить до складу муніципального утворення Селище Мятлево

## Населення
| 1897  | 1913  | 1920  | 1926  | 1939  | 1959  | 1970  |
| ----- | ----- | ----- | ----- | ----- | ----- | ----- |
| 862   | ↗866  | ↗1003 | ↗1286 | ↗2173 | ↗2656 | ↗2715 |
| 1979  | 1989  | 2002  | 2010  |       |       |       |
| ↘2375 | ↘1993 | ↘1610 | ↗1627 |       |       |       |